# Juan Rico
Juan o John "Johnny" Rico es el personaje protagonista de la novela de 1959 Tropas del espacio de Robert A. Heinlein.  Era el hijo de una familia adinerada filipina que se une a la Infantería Móvil para defender a la Tierra en guerra con los "arácnidos" (una especie alienígena de insectos gigantes), con la oposición de sus padres.

## Adaptaciones
En el OVA de 1988 Starship Troopers (Uchū no Senshi), Rico fue representado como un argentino blanco y rubio en vez de un filipino moreno como en la novela.
En la versión cinematográfica de 1997, Rico es interpretado por el actor Casper Van Dien. El personaje es modificado con ciertos matices con respecto a la novela Tropas del espacio, ya que probablemente los productores de la película se basaron en el Johnny Rico del OVA para hacer al de la versión cinematográfica debido a sus similitudes. Por ejemplo, pertenece a una familia argentina oriunda de Buenos Aires, cuyos padres mueren cuando esa capital es destruida durante un ataque extraterrestre (en la novela solo muere su madre en el ataque durante una visita que realizaba a unos familiares, lo que precipita que su padre también se una después a la Infantería Móvil). Rico se une a la Infantería junto a otros compatriotas argentinos. Posteriormente, Rico aparece en la tercera secuela cinematográfica, Starship Troopers 3: Marauder, liderando un equipo de élite equipados con trajes de combate (elemento revolucionario para la película, pero de equipamiento estándar en la historia original de la novela).
En la serie animada de televisión de 1999 Roughnecks: Starship Troopers Chronicles, Rico aparece como uno de los protagonistas. Se utilizan muchos elementos de las películas, Rico es de Buenos Aires, tiene un triángulo amoroso con Carmen Ibáñez y Dizzy Flores, y es eventualmente promovido como teniente antes de la cancelación de la serie.
En la película animada de 2012 Starship Troopers: Invasión se muestra que Rico ha ascendido a general. Esta película, al igual que la serie de 1999, sigue el argumento planteado en las películas y no el del libro.